# Halvakustisk guitar
En halvakustisk guitar er en guitar der er delvis akustisk og delvis elektrisk. Kroppens dybde er en del mindre end en normal akustisk guitar. Den indeholder en mikrofon og en volumekontrol. En halvakustisk guitar har også ofte en indbygget forforstærker, der forstærker det svage signal som mikrofonen i guitaren udsender til et signal en forstærker kan arbejde med.
En akustisk guitar med indbygget mikrofon, kaldes af og til fejlagtigt for "halvakustisk" men hedder rettelig en "akustisk/elektrisk guitar"